# 王景崇 (唐朝)
王景崇（846年—883年1月24日），字孟安，回紇阿布思人，唐朝将领，继承先祖任成德节度使并实际独立于朝廷。封常山郡王，谥忠穆。

## 生平
王景崇生于唐宣宗年间的846年。当时，他的祖父王元逵任成德节度使，实际独立于朝廷，但和朝廷关系良好，對朝廷诏敕相當奉行，还娶了宣宗的侄女寿安公主（绛王李悟女）。王景崇的父亲王绍鼎是王元逵的长子，为公主所生，任节度副使。王景崇并非王绍鼎长子，有兄王景胤、王景儒，弟王景㟧，但却是嫡长子，因此被视为王绍鼎的继承人。
大中九年（855年），王元逵去世，王绍鼎奉诏继任。但他虐待百姓，终日饮宴，士兵因此谋叛。但叛变还没有发生，王绍鼎就病死了，因其诸子尚幼不能主事，士兵推举其弟王绍懿继任。宣宗予以认可。
王绍懿任节度使期间，王景崇任军部镇州大都督府左司马、知府事、都知兵马使。唐懿宗咸通七年（866年）三月，王绍懿病倒了。他召来王景崇，说：“我兄长认为你年轻，所以把军队的指挥权和成德镇的管辖权都交给我。你现在成年了，我要把权力交还给你。现在我病重了，你虽然年轻，但要努力工作，忠于朝廷，和邻镇和睦相处，别毁了兄长的遗产。这就是你的功劳了。”说完就死了。监军在场，上表报知，懿宗高兴，也认可了这次接班，六月任王景崇为兵马留后，八月起复为忠武将军、左金吾卫将军同正、检校右散骑常侍，兼镇州大都督府左司马、知府事、御史中丞，充成德军节度观察留后，仍赐上柱国，赐紫金鱼袋，十二月又任为正节度使、检校工部尚书。

## 任节度使

### 唐懿宗年间
因为王景崇是寿安公主的孙子，朝廷和王景崇关系很好。在庞勋的徐州叛乱中，王景崇派大将从诸军征讨，平叛后，他以功授检校右仆射，封太原县男，食邑三百户。祖母寿安公主薨，王景崇以礼服丧，受到朝野称赞。服丧期满后，他被起复为左金吾卫上将军同正，进检校司空。
十一年（870年）八月，邻镇的魏博节度使何全皞在兵变中被杀，魏博军推韓君雄继任。由于王景崇上表，九月，唐懿宗允许韩君雄接任。十二月，加王景崇同中書門下平章事。累加检校太尉、赵国公，食邑三千户，食实封二百户。
曾有荧惑、镇星、太白、辰星聚于毕、昴，在赵、魏之分，太史奏称赵、魏当有王者，于是懿宗诏王景崇披衮冕，摄朝三日，遣臣下备仪注、命军府向他称臣，以为对异常天象的压制。

### 唐僖宗年间
十四年（873年），唐懿宗驾崩，子唐僖宗继位，加王景崇兼中書令，王景崇想让给哥哥王景儒，求做易定节度使，被宰相中书侍郎兼工部尚书崔沆驳回。乾符二年（875年）四月，又加开府仪同三司、兼侍中。又丁母亲秦国夫人张氏忧，其忧伤之相为当时所称。起复本官。他把军政交给宾佐，戒亲属不得干预。他曾想引姨表弟为牙将，其佐张位说：“军中用人是看功劳和能力的，如果爱此人，厚给田宅禄食就可以了，何必任官。”他便认错。五年（878年），以成德军节度使、镇冀深赵等州观察处置等使、开府仪同三司、检校太尉、兼中书令、镇州大都督府长史、上柱国、赵国公、食邑三千户、食实封二百户、袭实封一百户进封常山郡王。
880年，黄巢率农民起义军攻占帝都长安，迫使唐僖宗出逃，自称大齐皇帝。十分之三四的节度使投降黄巢。黄巢使者持诏书招安王景崇，王景崇斩杀使者，枭首于市。时有邸吏持伪诏前来，王景崇斩之。王景崇邻镇的义武军节度使王處存得知长安失守，动员义武军进军京師，随后站在朝廷一边参与对黄巢的大战。王景崇并未亲身参战，但发兵驰檄诸道，派军队与王處存同行。他时常派使臣去僖宗栖身的西川军行在，向僖宗致礼、纳贡。每每谈及宗庙园陵，他都哭。关中平定后，正拜太尉。
中和二年（882年）三月，蔚州刺史苏祐被迁濮州刺史，拥兵赴任，行经成德军，王景崇在灵寿为其设馆，苏祐放纵部下剽掠地面，王景崇遂杀之，并分兵诛其徒党，四月，奏报僖宗。王景崇经十三次迁官，至检校太傅。十二月，王景崇以成德军节度、镇冀深赵观察处置等使、开府仪同三司、检校太尉、中书令、上柱国、常山郡王、食邑六千户去世。遗表9岁的儿子王鎔继任，士兵也推戴王镕。这时朝廷已混乱不堪，随后也同意了。王景崇获赠太傅，谥忠穆。
妻何氏，王镕母，有妇德。